# 해나 스피어릿
해나 스피어릿(Hannah Spearritt, 1981년 4월 1일 ~ )은 영국의 배우이자 전직 가수이다. S Club 7 멤버로 활동한 경력이 있다.

## 출연 작품
- 프라이미벌 시즌5 (2011)
- 프라이미벌 시즌4 (2011)
- 프라이미벌 시즌3 (2009)
- 프라이미벌 시즌2 (2008)
- 버트램 호텔에서 (2007)
- 프라이미벌 시즌1 (2007)
- 사탄의 인형 5-처키, 사탄의 씨앗 (2004)
- 에이전트 코디 뱅크스 2 (2004)
- 그레이티스트 스토어 인 더 월드 (1999)
- 검사관 피트의 미스터리 (1998)